# Ray Campi
Raymond Charles Campi (Yonkers, 20 april 1934 - 11 maart 2021) was een Amerikaanse rock-'n-roll- en rockabillyzanger en contrabassist.

## Biografie
Campi begon met opnemen voor verschillende labels in 1949, maar veel van zijn stukken werden pas later uitgebracht als onderdeel van de Rockabilly Revival. In 1959 nam Campi de eerste tribute-single op voor D Records, ter nagedachtenis aan de vliegtuigcrash waarbij Buddy Holly, Ritchie Valens en Big Bopper omkwamen. Gedurende zijn carrière heeft Campi met veel prominente rock-'n-roll-muzikanten gewerkt, waaronder Gene Vincent, Colin Winski, Merle Travis, Mac Curtis, Rosie Flores en The Lennerockers. Zijn muzikale carrière begon in de vroege jaren 1970 opnieuw, toen hij werd herontdekt door Ronnie Weiser, de eigenaar van Rollin' Rock Records. Sindsdien speelt Campi regelmatig op festivals in Europa, geeft concerten en neemt nieuwe nummers op.
In 1980 verscheen Campi in de muziekdocumentaire Blue Suede Shoes naast artiesten als Bill Haley, Freddie Fingers Lee en Crazy Cavan. Campi is sinds 1998 lid van de Rockabilly Hall Of Fame. In Disneyland, Anaheim, leent Campi zijn stem aan een van de alligators van de The Swamp Boys-poppengroep, in de American Sings-amusementsrit voor het nummer Polly Wolly Doodle. In 2016 nam hij met Rip Masters een satirisch lied op over de presidentskandidaat Donald Trump. Campi werkte niet uitsluitend als muzikant, maar was van 1967 tot 1992 leraar op de middelbare school in Van Nuys, Californië.

## Discografie

### Singles
- 1956: Catapillar / Play It Cool
- 1957: It Ain't Me / Give That Love to Me
- 1958: My Screamin' Screamin' Mimi / Uh Huh Huh-
- 1958: You Gambled / No Time
- 1959: Ballad of Donna and Peggy Sue / The Man I Met (Tribute to the Big Bopper)
- 1960: Our Man in Havana / Reprieve of Love
- 1960: Cry For Happy / Hear What I Wanna Hear
- 1977: Rockin' At The Ritz / Quit Your Triflin'
- 1977: Eager Boy / Dobroogie
- 1978: Teenage Boogie / Rockabilly Rebel
- 1980: Rockabilly Music / Lucky To Be In Love
- 1982: Hollywood Cats / Rockabilly Man

### Alben
- 1973: Rockabilly
- 1975: Rockabilly Rebel
- 1977: Born to Rock
- 1979: Wildcat Shakeout
- 1979: Rockabilly Rebellion
- 1980: Rockabilly Music
- 1981: Rockabilly Man
- 1981: The Newest Wave
- 1983: Hollywood Cats
- 1988: With Friends In Texas
- 2002: High School Hellcats Reunion (met Tony Conn)
- 2006: Cultural Warrior
- 2006: Rockabilly Blues
- 2009: The Ultimate Jimmie Skinner Songbook
- 2016: Still Rippin' It Up!

- Gemeinsame Normdatei: 134342798
- International Standard Name Identifier: 0000 0000 5545 8124
- Library of Congress Control Number: n95049079
- MusicBrainz: 0c80b8f0-9acd-4f92-875a-7b88fa75c4a9
- SNAC: w6nk4ndb
- Virtual International Authority File: 6641715
- WorldCat: E39PBJcR8t8bHBdq4QCR4KwQv3